# Lecithocera umbripennis
Lecithocera umbripennis is een vlinder uit de familie van de Lecithoceridae. De wetenschappelijke naam van de soort is voor het eerst geldig gepubliceerd in 1885 door Walsingham.